# 北沙河 (太子河)
北沙河，位于中华人民共和国辽宁省东部的一条河流，是太子河右岸支流，发源于抚顺县海浪乡后楼村东北的大顶子山班猫岭，流经本溪市溪湖区北部，沈阳市苏家屯区中部、灯塔市西部、辽阳市太子河区东北部，最后于太子河区王家镇前河洪堡村东南汇入太子河。河流全长117千米，流域面积1618平方千米，河道平均比降5.1‰，年均径流量2.76亿立方米。北沙河流域资源丰富，本溪市溪湖区张其寨街道盛产水果，日月岛街道的歪头山铁矿，是本钢集团重要的原料来源，沈阳市苏家屯区盛产水稻，有红菱煤矿，灯塔市盛产优质煤炭和铁矿和优质农产品。